# Aeroportul Debre Marqos
Aeroportul Debre Marqos (IATA: DBM, ICAO: HADM) este un aeroport din Etiopia ce deservește zona Debre Marqos. A fost numit după zona deservită.
Situat la o altitudine de 2.480 m, aeroportul dispune de o singură pistă.